# Josef Sobotka (zemský prezident)

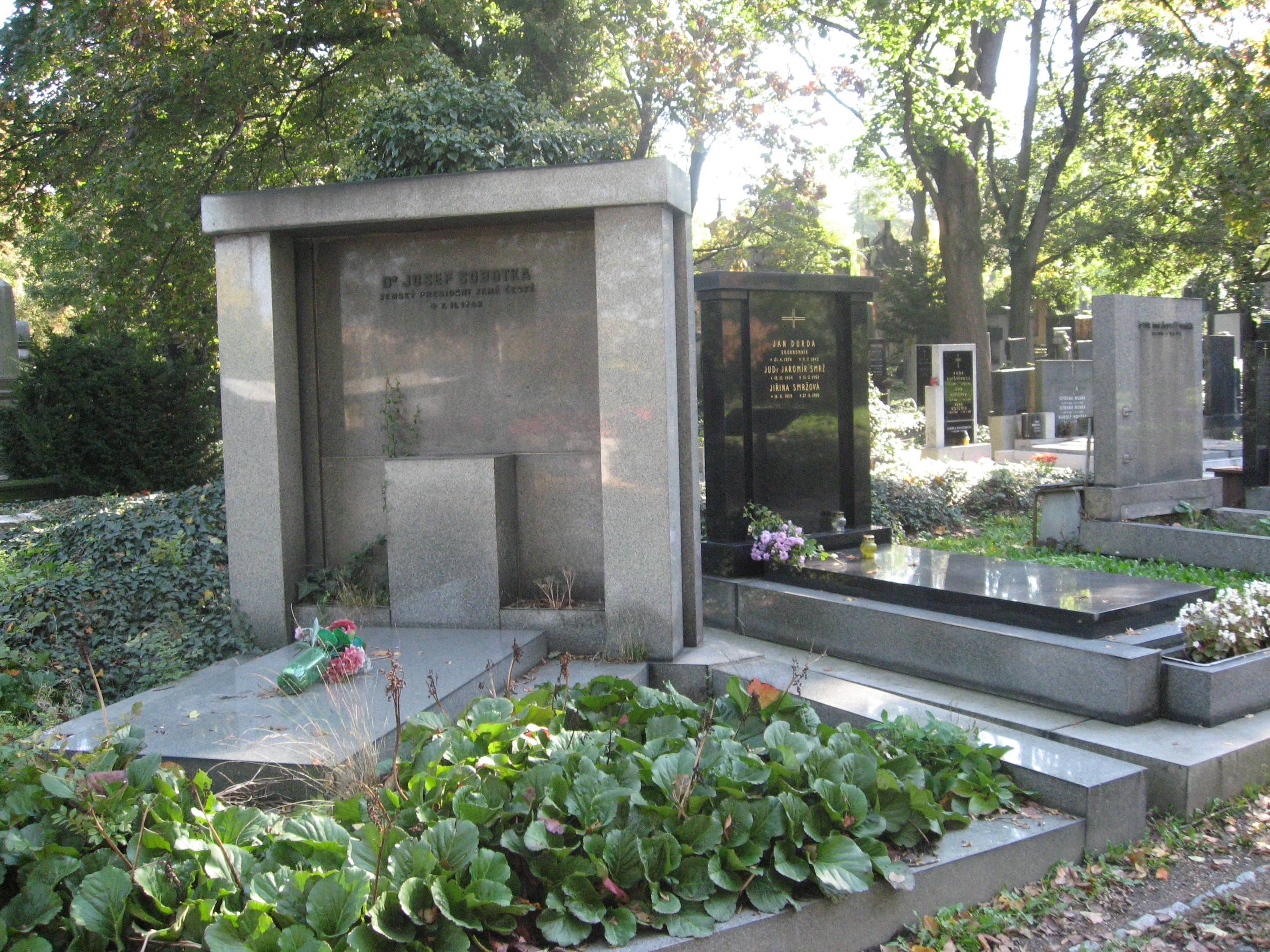
Sobotkův hrob na Olšanských hřbitovech

Josef Sobotka (26. března 1873 Černíkovice – 7. listopadu 1942 Praha) byl rakousko-uherský, český a československý úředník a politik. V letech 1933–1939 byl zemským prezidentem země České.

## Kariéra
Josef Sobotka vystudoval právo na české univerzitě v Praze a po ukončení studií nastoupil jako úředník u pražského magistrátu a později u okresního hejtmanství v Moravském Krumlově a v Přerově. Od roku 1902 byl úředníkem českého místodržitelství v Praze a od roku 1906 až do první světové války byl úředníkem na ministerstvu vnitra ve Vídni.
Po vzniku republiky se Sobotka vrátil do Prahy budovat československé ministerstvo vnitra. Na ministerstvu pracoval od roku 1919 jako sekční rada a od roku 1926 jako prezidiální šéf. Sobotka byl považován za národnostně a politicky neutrálního úředníka; v letech 1936 a 1937 byl proto aktivistickými sudetoněmeckými politiky navrhován jako vhodný kandidát na ministra vnitra (na místo agrárníka Josefa Černého). V letech 1933–1939 Sobotka zastával úřad zemského prezidenta v zemi České.